# Groupe de NGC 2410
Le groupe de NGC 2410 comprend au moins cinq galaxies situées dans la constellation des Gémeaux. La distance moyenne entre ce groupe et la Voie lactée est d'environ 72,5 Mpc (∼236 millions d'al). 

## Membres
Le tableau ci-dessous liste les cinq galaxies du groupe indiquées dans l'article de A.M. Garcia paru en 1993.   
| Nom      | Class.      | Type                  | α (J2000.0)    | δ (J2000.0) | Vitesse radiale (km/s) | m     | Distance (Mpc) | Diamètre (kal) |
| -------- | ----------- | --------------------- | -------------- | ----------- | ---------------------- | ----- | -------------- | -------------- |
| NGC 2410 | SBb?        | Spirale barrée        | 007h 35m 02.2s | 32° 49′ 20″ | 4637 ± 2               | 13,0  | 70,7 ± 5,0     | 151            |
| IC 2193  | Sb          | Spirale               | 07h 33m 23.7s  | 31° 29′ 01″ | 5021 ± 9               | 13,7  | 76,4 ± 5,4     | 127            |
| IC 2196  | E           | Elliptique            | 07h 34m 09.7s  | 31° 24′ 20″ | 4742 ± 91              | 13,7  | 72,3 ± 5,2     | 99             |
| IC 2199  | SABbc       | Spirale intermédiaire | 07h 34m 55.7s  | 31° 16′ 35″ | 4659 ± 3               | 13,1  | 71,1 ± 5,0     | 75             |
| UGC 3904 | (R)SB(r)0/a | Lenticulaire          | 07h 33m 31.7s  | 30° 33′ 47″ | 4734 ± 10              | 13,71 | 72,2 ± 5,1     | 97             |

Le site DeepskyLog permet de trouver aisément les constellations des galaxies mentionnées dans ce tableau ou si elles ne s'y trouvent pas, l'outil du site constellation permet de le faire à l'aide des coordonnées de la galaxie. Sauf indication contraire, les données proviennent du site NASA/IPAC.